# Jezuitská rezidence (Petrovice u Sedlčan)
Jezuitská rezidence v Petrovicích v okrese Příbram ve Středočeském kraji je spolu s petrovickým zámkem připomínkou působení Tovaryšstva Ježíšova na Příbramsku v 17. a 18. století. Jezuité v Petrovicích vybudovali v druhé polovině 17. století dvě rezidence - tzv. velkou rezidenci, což je objekt, později označovaný jako zámek, a malou neboli letní rezidenci, v katastru nemovitostí evidovanou jako obytný dům čp. 58 na petrovickém náměstí. Jak zámek, tak i tzv. malá rezidence jsou zapsány v Ústředním seznamu nemovitých kulturních památek České republiky.

## Historie
Od počátku 17. století se vystřídalo několik majitelů Petrovic. Prvním z nich se stal rožmberský rybníkář Jakub Krčín z Jelčan a Sedlčan, který v roce 1601 koupil větší část Petrovic, rozdělených v 16. století na tři díly. Jakub Krčín však o tři roky později zemřel a po něm následovali další majitelé.
Od roku 1650 patřily Petrovice Přibíkovi Jeníškovi z Újezda a jeho manželce Lidmile Kateřině rozené z Talmberka. Tito manželé vynikali velkou zbožností a nešetřili dary, určenými katolické církvi. Přibík Jeníšek nechal založit v Březnici jezuitskou kolej a na její provoz vyhradil částku 20 000 zlatých. Místo hotovosti však nechal připsat jezuitům petrovický statek.

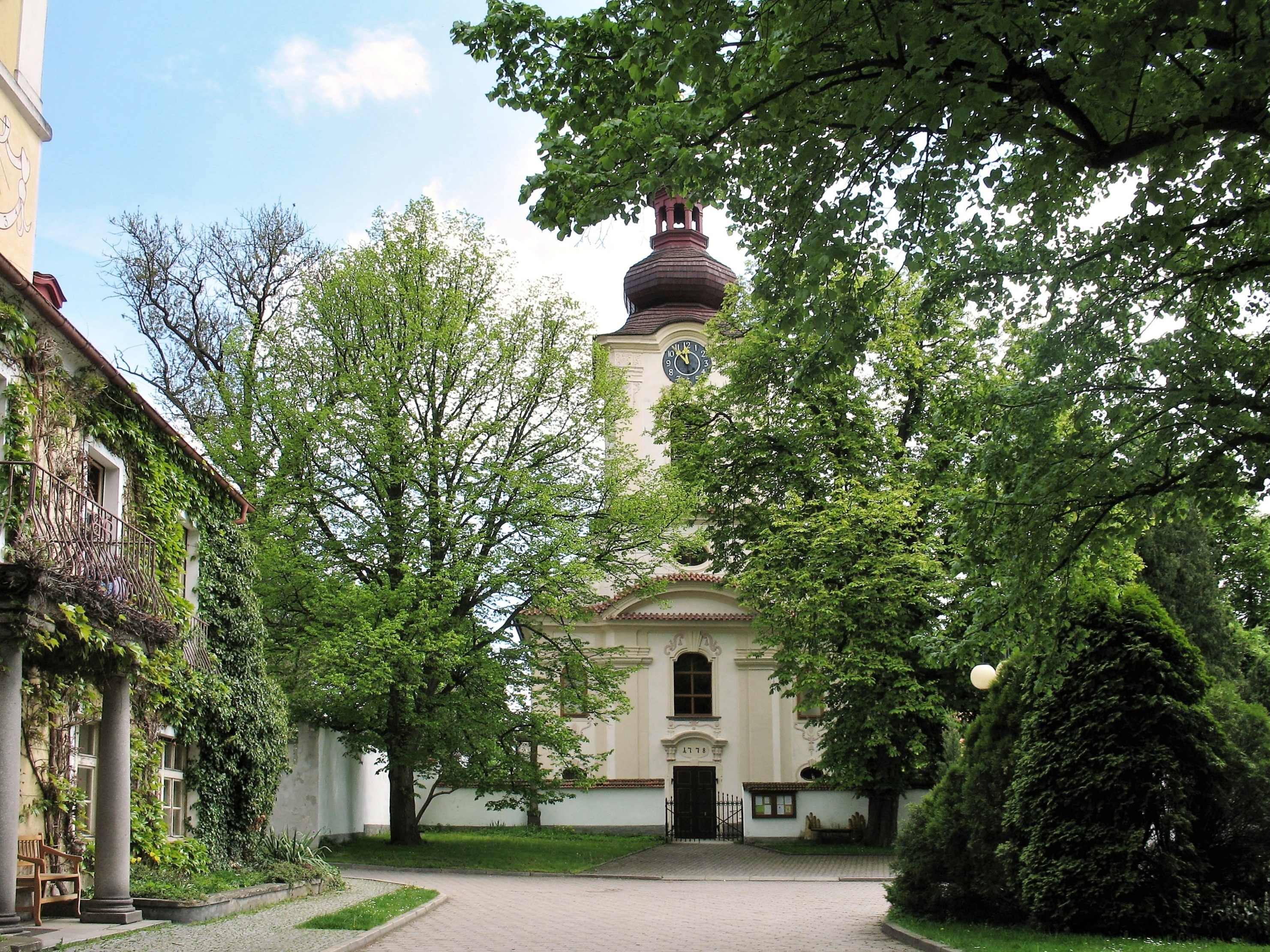
Vstup do rezidence (vlevo), v pozadí kostel sv. Petra a Pavla

Ještě o několik let dříve se příslušníci řádu Tovaryšstva Ježíšova usadili v Krašovicích, jen asi 4 kilometry vzdálených od Petrovic směrem na severozápad.Jezuité koupili Krašovice v květnu roku 1643 s celým příslušenstvím – s tvrzí, poplužním dvorem, pivovarem, chmelnicí, vinicí, ovčínem, mlýnem, pilou, výsadní krčmou, kovárnou s lesy, rybníky, cihelnou a vápenicí. V centru vesnice u rybníka si jezuité vystavěli menší rezidenci, v niž trvale přebývalo několik příslušníků řádu.
V roce 1666 koupili krašovičtí jezuité od svých březnických kolegů Petrovice, kde si následně nechali vybudovat dvě nové rezidence – tzv. velkou (zámek) a malou před zámkem na náměstí.Podle informací, tradovaných na Petrovicku, byli tito jezuité dobrými hospodáři a ve vztahu k místním lidem laskavou vrchností.Jezuité také v prvních dekádách 18. století v Petrovicích postavili novou faru, obnovili zdejší katolickou farnost a v roce 1721 nechali barokně přestavět zchátralý, původně gotický kostel svatého Petra a Pavla. 

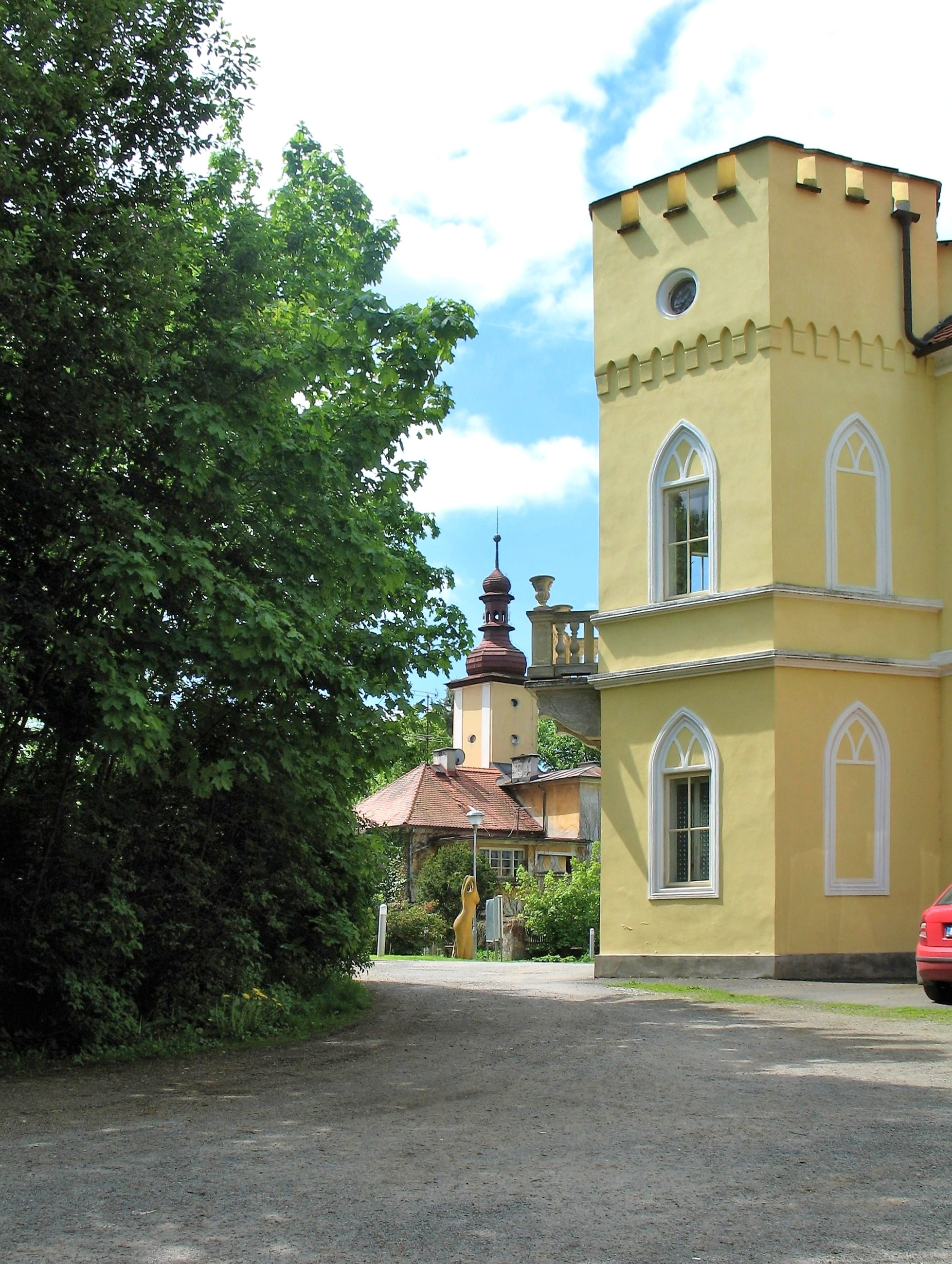
Pohled od zámku na zadní stranu rezidence

Jezuité hospodařili v Petrovicích až do roku 1773, kdy z nařízení císaře Josefa II. bylo Tovaryšstvo Ježíšovo rozpuštěno. Petrovice získal fond, který postupně rozprodal sedlákům zdejší poplužní dvory. V roce 1806 koupil petrovický statek s bývalou jezuitskou rezidencí Jan Václav Bechyně z Lažan a po něm se v rychlém sledu vystřídali další majitelé. Potomci hraběte Jiřího z Oppersdorfu prodali statek rytíři Vladimíru Zhorskému ze Zhorze a z Kronberka, který nechal v roce 1887 přebudovat zámek a přistavět k němu věže s cimbuřím.. Po smrti Zhorského ze Zhorze v roce 1893 získala petrovický statek vdova Odona Zhorská, rozená Dohalská z Dohalic. Ta po roce 1910 části statku rozprodala místním zemědělcům. Tzv. malou jezuitskou rezidenci po čase koupil místní lékař Josef Abraham, který ji v roce 1935 nechal modernizovat a přestavěl ji na obytný dům.
Po polovině 20. století bylo v bývalé jezuitské rezidenci zdravotní středisko, v původním evidenčním listu kulturní památky ze září 1969 je však uvedeno, že budova je opět soukromým domem. Zároveň je zde zmíněn špatný stav budovy a zejména její střechy, který vznikl v době, kdy objekt sloužil jako zdravotní středisko.
Podle záznamu v katastru nemovitostí z února 2023 je budova čp. 58 v soukromém vlastnictví a je evidována jako obytný dům.

## Popis
Bývalá jezuitská rezidence je raně barokní stavba z druhé poloviny 17. století. Jedná se o patrovu budovu na obdélném půdorysu, s portikem a s vysokou hranolovou věží nad hlavním vchodem uprostřed průčelí, obráceného do náměstí.
Na zadní straně domu, obrácené k severu je k původnímu objektu přistavěn schodišťový rizalit a patrový přístavek, který byl vybudován v první polovině 20. století ve stylu funkcionalistického klasicismu. Vstup z náměstí je zvýrazněný žulovým portikem se dvěma sloupy, nad nímž je v patře malý balkón. Valbová střecha je kryta pálenými taškami, po stranách věže jsou dva dva ozdobné vikýře. Věž je zakončena osmibokou bání s lucernou a makovicí. Střecha věže je krytá šindelem. Na čelní straně věže jsou v její nejspodnější části nad vchodem do budovy namalované sluneční hodiny. Funkcionalistickou přestavbou z 30. let 20. století byl poznamenán původní barokní vzhled jižní a východní fasády budovy, z níž se zachovaly zřejmě jen římsy, štukové detaily nad okny patra a kamenné parapety oken v patře východní fasády. Na západní straně k původní budově rezidence přiléhá přízemní stavba, v jejíchž interiérech jsou klasicistní plackové klenby.